# Procladius vitripennis
Procladius vitripennis är en tvåvingeart som beskrevs av Edwards 1923. Procladius vitripennis ingår i släktet Procladius och familjen fjädermyggor. Inga underarter finns listade i Catalogue of Life.